# Böngészőháborúk

A nagyobb böngészők fontosabb kiadásainak idővonala

A böngészőháborúk metaforikus kifejezés, a webböngészők piaci részesedésének dominanciájáért folytatott versengésre utal. Böngészőháborún általában két, időben elkülönülő vetélkedés valamelyikét értik: a versengést, amelynek során az 1990-es évek végén a Microsoft Internet Explorere átvette a Netscape Navigatorának első helyét a böngészők között, vagy az Internet Explorer helyzeti előnyének 2003-mal elkezdődött lemorzsolódását, melynek során egy sor új böngésző jelent meg és szerzett részesedést, köztük a Mozilla Firefox, a Google Chrome, a Safari és az Opera.

## Háttér

A 2006-os böngészőrészesedések (durva becslés)

A világháló (World Wide Web, WWW) egy az internetre épülő, hiperszöveg-alapú rendszer, amit Tim Berners-Lee fejlesztett ki az 1980-as évek végén, 1990-es évek elején. Berners-Lee írta az első webböngészőt, a WorldWideWebet, amit a félreérthetőség elkerülése miatt később átnevezett Nexusra, és 1991-ben jelentette meg NeXTstep platformra.
1992 végére más, többnyire a libwww programkönyvtárra épülő böngészők is megjelentek. Voltak köztük Unix-alapúak, mint a Line-mode, a ViolaWWW, az Erwise és a MidasWWW, és Macintosh-alapú, mint a MacWWW/Samba. Ezzel tehát megjelent a választás lehetősége, legalábbis Unix platformon.
1993 folyamán további böngészők jelentek meg, köztük a Cello, az Arena, a Lynx és a Mosaic. Ezek közül a legnagyobb hatást a Mosaic, az NCSA által kifejlesztett többplatformos böngésző fejtette ki. 1994 októberére a Mosaic „jó úton haladt afelé, hogy a világ standard interfészévé váljék”, a Wired magazin újságírója, Gary Wolfe szerint.
Több cég licencelte a Mosaicot saját kereskedelmi böngészőjéhez, ilyen volt pl. a Spry Mosaic és a Spyglass Mosaic. A Mosaic egyik fejlesztője, Marc Andreessen megalapította a Mosaic Communications Corporationt, melynek terméke a Mosaic Netscape lett. Hogy elsimítsa a jogi problémákat az NCSA-val, a cég nevét Netscape Communications Corporationra, a böngészőét pedig Netscape Navigatorra változtatta. A Netscape böngészője megbízhatóbb és könnyebben kezelhető volt a Mosaicnál, és a weboldalakat képes volt már letöltődésük közben megjeleníteni. 1995-ben ez volt a legelterjedtebb böngésző a növekvő World Wide Weben, nem utolsósorban (nem kereskedelmi használatú) ingyenessége miatt.
Az egyéb, 1994-ben megjelent webböngészők közé tartozott az IBM Web Explorer, a Navipress, a SlipKnot, a MacWeb és a Browse.
1995-ben a Netscape-nek új vetélytársai támadtak az OmniWeb, a WebRouser, az UdiWWW és a Microsoft Internet Explorer 1.0 személyében, de továbbra is a piac domináns szereplője maradt.

## Az első böngészőháború

Böngészők piaci részesedése 1996–2009 között

1995 közepére a webet fölfedezte a popkultúra és a tömegkommunikáció is. Ekkorra a Netscape Navigator lett a legelterjedtebb böngésző, és a Microsoft kiadta a Mosaic licencére épülő Internet Explorer 1.0-t, amit beépített a Windows 95 Plus! csomagjába augusztusban.
Az Internet Explorer 2.0 három hónap múlva jelent meg, ingyenesen letölthető formában. A Netscape Navigatorral ellentétben a Windows felhasználói számára ingyenes volt, még vállalati felhasználásra is. A következő néhány évben gyors egymásutánban jelentek meg a Netscape Navigator (később más alkalmazásokkal egybecsomagolva, Netscape Communicator néven) és az Internet Explorer újabb és újabb verziói.
A fejlesztés gyors ütemben haladt, sorra adták hozzá az új funkciókat, mint a Netscape JavaScriptje (később a Microsoft által JScript néven lemásolva) és egyedi HTML tagek, mint a Blink és Marquee elemek. Az új képességek beépítése gyakran elsőbbséget élvezett a hibák javításával szemben, ami instabil böngészőket, a szabványok bizonytalan megvalósítását, gyakori lefagyásokat és biztonsági rések tömkelegét eredményezte.
Az Internet Explorer 1996-ban, a 3.0 verzió körül kezdte funkciók terén beérni a Netscape-et, ekkor került bele a scriptelés támogatása és az első Cascading Style Sheets-implementáció (CSS).
1997 októberében megjelent az Internet Explorer 4.0. A fejlesztők San Franciscóban ünnepelték a kiadás megjelenését, a partin egy 3 méteres „e” logó is szerepet kapott. A Netscape másnap munkába induló dolgozói megtalálták az épület előtti gyepen, rajta felirattal: „az IE fejlesztői csapattól… szeretünk titeket”. A netscape-esek feldöntötték a logót, és a Mozilla dinoszauruszkabalájával tiportatták el, mely egy feliratot tartott: „Netscape 72, Microsoft 18”, a piaci részesedésre utalva.
Az Internet Explorer 4 kifogta a szelet a Netscape vitorlájából. Integrálták a Windows operációs rendszerbe, amit az informatikai szakértők és szakújságírók technológiailag hátrányosnak, egyben a Microsoft PC-s monopolhelyzetével való visszaélésnek tartottak. A felhasználók többsége nem próbálta ki a versenytársak termékeit, mivel az IE „már ott volt” a PC-jükön.
Ezekben az időkben gyakori volt, hogy a webszerkesztők kitették az általuk készített oldalakra az „ez az oldal az Netscape böngészővel/Internet Explorer böngészővel nézve a legjobb” ('best viewed in Netscape/Internet Explorer') logókat. Ezek a logók gyakran egy-egy specifikus böngészőverzióra utaltak, aminek a letöltési oldalára hivatkozás is szerepelt rajtuk. A logók elismerték a böngészők által támogatott szabványok divergenciáját, és jelezték, melyik böngészővel tesztelték az oldalt. Erre válaszként a World Wide Web Consortium szabványait támogatók kampányba fogtak, a széthúzók logóihoz hasonló, „bármilyen böngészővel nézve a legjobb” ('Viewable With Any Browser') feliratokkal weboldalaikon.

### Internet Explorer 5 és 6
Két fő oka volt a Microsoft előnyös helyzetének a böngészőháborúkban.
Az első az erőforrások: bár a Netscape 80%-os piaci részesedéssel, és jó üzleti hírnévvel indult, de viszonylag kis cégként, ami bevételeinek nagy részét lényegében egyetlen termékből (Navigator és a kapcsolódó termékek) szerezte, pénzügyileg sebezhető volt. A Netscape teljes bevétele soha nem haladta meg akár csak a Microsoft készpénzállományának a kamatbevételét. A Microsoft mérhetetlen erőforrásai lehetővé tették, hogy az IE-t ingyen adják, mivel a Windowsból származó bevételekből pénzelték a fejlesztését és a marketingjét. A Netscape otthonra és oktatási célokra ingyenes volt, az üzleti ügyfeleken kerestek pénzt; az Internet Explorert azonban minden Windows-felhasználónak ingyen adták, ezzel elvágva a Netscape fontos bevételi forrását.
A másik előnye a Microsoftnak az volt, hogy Windows terméke 90% fölötti részesedéssel bírt az asztali operációs rendszerek között. Az IE minden Windows-példánnyal telepítésre került, így a Microsoft könnyedén uralhatta a piacot csak annál fogva is, hogy a vásárlók alapértelmezés szerint IE-t használtak. Ebben az időszakban az új számítógépeket vásárlók nagy része esetében az iroda vagy a család első számítógépét vette meg, és a felhasználók közül sokan nem használtak még webböngészőt azelőtt, így eszükbe sem jutott, hogy alternatívákat keressenek, vagy összehasonlításokat tegyenek más böngészőkkel kapcsolatban – ahhoz képest, amit nyertek az internethez való hozzáféréssel, eltörpültek az egyes böngészők képességei vagy ára közötti különbségek.
A Microsoft lépéseinek célja az volt, hogy „elvágja a Netscape levegő-utánpótlását”. Az üzleti lépések 1998-ra az USA és a Microsoft közötti monopólium-ellenes perhez vezettek, melynek eredményeként kimondták, hogy a Microsoft visszaélt az operációs rendszerek piacán élvezett erőfölényével, hogy uralhassa a böngészők piacát és megsemmisítse a konkurenciát. Ez, a Netscape néhány rossz üzleti döntésével együtt a Netscape vereségéhez vezetett 1998 végére, amikor is a céget az America Online 4,2 milliárd dollárért felvásárolta. Az Internet Explorer nem egyszerűen az új, vezető böngésző lett, hanem a 2002-ben 96%-os csúcsot elérő piaci részesedésével meghaladta a Netscape fénykorában elért sikereit.
Az első böngészőháború végére az Internet Explorernek nem maradtak komoly vetélytársai a porondon. Ez egyben megakasztotta a webböngészők gyors fejlődését is; a 2001-ben kiadott Internet Explorer 6 után a következő főverzióra egészen 2006-ig kellett várni. Az Internet Explorer 6.0 Service Pack 1 a Windows XP SP1 részeként került kiadásra, és integrálták a Windows Server 2003-ba is. A 2004-ben megjelent Windows XP SP2-ben még néhány apróságban továbbfejlesztették az IE-t, mint a felbukkanó ablakok elleni védelem és az ActiveX-vezérlők telepítése elleni erősebb alapértelmezett biztonsági beállítások.

### Következmények
A böngészőháborúk három viselkedésmódot erősítettek meg a háborúzó felek között.
1. Új funkciók hozzáadása a hibák javítása helyett: Egy webböngészőnek több funkcióval kell rendelkeznie, mint a versenytársai, különben „lemarad a versenyben”. De a fejlesztésre fordítható korlátos emberi erőforrások miatt ez gyakran azzal járt, hogy a minőségbiztosítás háttérbe szorult, és komoly hibákkal adták ki a szoftvert.
2. Egyedi funkciók hozzáadása a szabványok támogatása helyett: A webböngészőknek elvileg a szabványügyi bizottságok által létrehozott szabványokat kellene megvalósítaniuk (pl. a HTML specifikációit), hogy a Web minden felhasználó számára egyformán használható legyen. De a versengés és az innováció ahhoz vezetett, hogy a webböngészők „kiterjesztették” a szabványokat saját fejlesztéseikkel (pl. a <font>, <marquee> és <blink> HTML tagek) bizottsági jóváhagyás nélkül is. Néha ezekből a kiterjesztésekből hasznos, más böngészők által is átvett technológiák születtek, pl. az XMLHttpRequest technológiából, amiből az Ajax született.
3. Biztonsági rések (nem szándékos) létrehozása: az új funkciók hozzáadásáért folytatott versenyben a dokumentum és alkalmazás közötti határvonalat átlépték, és megszülettek az „aktív tartalmakat” kihasználó exploitok. Ha lehetőség van rá, hogy a felhasználók alkalmazásokat mentsenek el dokumentum álarccal (pl. Master Mode, Office macrók stb.), bárki rosszindulatú kódokat csempészhet egy addig megbízható fájlformátumba. Mivel a víruskeresők csak olyan vírusokat képesek felismerni, amik már szerepelnek a katalógusukban (addig gyakran 48 óra is eltelik), nem képesek a nulladik napi támadások elleni védelemre. Így az alkalmazás és a dokumentum közti határ elmosása olyan könnyű hozzáférési lehetőség, ami napjaink szinte összes webböngészés során fertőző vagy automatikusan letöltődő rosszindulatú kódjának alapját képezi.

A webes szabványok támogatása súlyosan meggyengült. A webes innováció hosszú éveken keresztül stagnált, mivel a fejlesztőknek elavult, szükségtelenül bonyolult technikákat kellett alkalmazniuk, hogy oldalaik jól mutassanak Netscape Navigator és Internet Explorer alatt is. A Netscape Navigator 4 és az IE6 számos W3C szabvány teljes megvalósításában gyengén teljesített, köztük a CSS és a PNG képformátum támogatásában.
2008. február 2-án jelent meg a Netscape Navigator 9 utolsó, a Mozilla Firefox 2-n alapuló frissítése. Korábbi piaci részesedését azonban sohasem nyerte vissza; a Netscape 2008. március 1-jén abbahagyta a termék fejlesztését.

## A második böngészőháború

Az IE-n kívüli böngészők piaci részesedése a Net Applications szerint:
Firefox
Safari
Opera
Netscape
Mozilla
Chrome
Egyéb
2009-08-01-től, a Net Applications a nyers adatait súlyozni kezdte a CIA-tól származó adatok alapján az egyes országok internet-felhasználóinak számáról; a változtatásokat átvezették a régebbi adatokra is. A fentebbi ábrán a súlyozatlan adatok szerepelnek 2005. október és 2009. május között; az adatok nyilvánosan már nem hozzáférhetők.

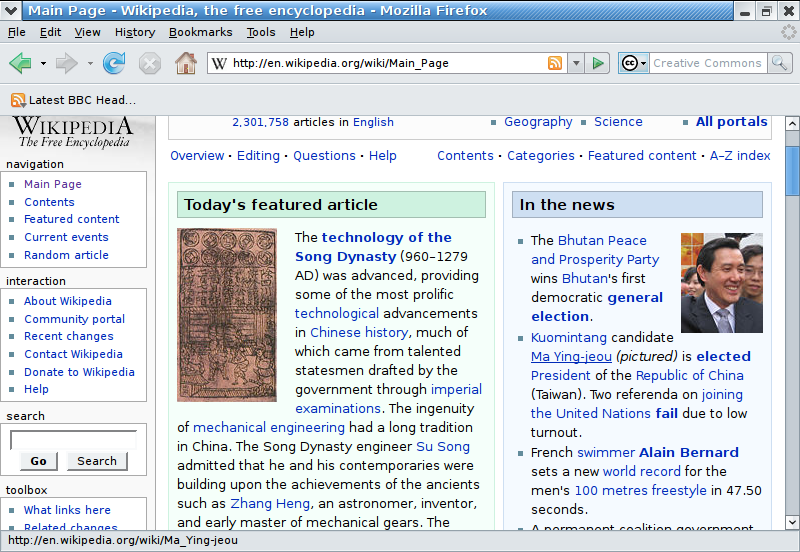
A 2006 októberében megjelent Firefox 2.0

Miután a Navigator elbukott az Internet Explorerrel szemben, a Netscape nyilvánossá tette a böngésző forráskódját, és a frissen alapított, nonprofit Mozilla Alapítványra – egy közösségi alapú projektre – bízta, hogy a Netscape utódját megalkossa. A fejlesztés évekig komoly felhasználói bázis nélkül folyt, míg ki nem adták a Communicator Suite-ból külön a lecsupaszított böngészőt, ami már támogatta a füles böngészést és a külön keresősávot, amik azelőtt csak az Operában voltak jelen. A különálló böngészőt először Phoenix névvel illették, majd védjegyproblémák miatt Firebirdre változtatták, később pedig Firefoxra. A Mozilla Alapítvány ezt a szoftvert helyezte fejlesztési erőfeszítésének központjába, és a Mozilla Firefox 1.0-ot végül 2004. november 9-én adták ki. 2004 és 2010 között folyamatosan növelni tudta piaci részesedését.

### 2006–2007
2005. február 15-én a Microsoft bejelentette, hogy az Internet Explorer 7 2005 közepén lesz hozzáférhető a Windows XP SP2-n és a későbbi Windows-verziókon. A bejelentés az új böngészőverziót az Internet Explorer 6 SP1 utáni komoly upgrade-ként harangozta be.
Az Opera hosszú ideje a böngészőháborúk apró játékosa volt, amely elsőként vezetett be olyan funkciókat, mint a füles böngészés vagy az egérgesztusok, könnyűsúlyú, de funkciókban gazdag. A szoftver elterjedését 2005-ig korlátozta fizetős mivolta, ettől kezdve freeware-ként terjesztették. 2006. június 20-án az Opera Software kiadta az Opera 9-et, benne integrált forráskód-megjelenítővel, BitTorrent-klienssel és widgetekkel. Az Opera volt az első windowsos böngésző, ami átment az Acid2-teszten. Az Opera Mini, a böngésző mobiltelefonon futó változata, jelentős részesedést szerzett a mobilpiacon, a telefonokon túl a Nintendo DS és Wii platformokon is hozzáférhető volt.
2006. október 18-án a Microsoft megjelentette az Internet Explorer 7-et. Az újdonságok közé tartozott a füles böngészés, a keresősáv, a webes szabványok jobb támogatása – az Opera- és Firefox-felhasználók számára ismerős funkciók. A Microsoft az eredeti Windowst használók (Eredeti Windows – Valódi előny / Windows Genuine Advantage) számára magas prioritású frissítésként terjesztette az Internet Explorer 7-et a Windows Update-en keresztül.
A piaci elemzések szerint az Internet Explorer 7 adaptációja lassú volt, a w3schools.com 2007. szeptemberi statisztikái szerint pedig a Mozilla Firefox 35,4%-kal megelőzte a 34,9%-on álló Internet Explorer 6-ot, míg az Internet Explorer 7 20,8%-ával a harmadik helyen kullogott. Ezért 2007 októberétől a Microsoft már a jogtisztasági ellenőrzésen át nem esett Windowsok számára is lehetővé tette az Internet Explorer 7 telepítését.
2006. október 24-én a Mozilla megjelentette a Mozilla Firefox 2.0-t. Az új funkciók közé tartozott a közelmúltban becsukott lapok újra kinyitása, összeomlás után a munkamenetadatok visszaállítása, egy adathalászat ellen védő szűrő és a szöveges mezők helyesírás-ellenőrzése.
Az Apple 2003-ban kezdte meg egy új böngésző fejlesztését, hogy lecserélje az Internet Explorer for Macet, aminek a fejlesztését a Microsoft 2003. június 13-án leállította. A Konqueror projekt böngészőmotorját, a nyílt forrású KHTML motort felhasználva az Apple elindította a WebKit projektet és megkezdte az arra épülő böngésző, a Safari kifejlesztését, ami ugyanabban az évben, a Mac OS X v10.3-ban debütált. 2007. június 6-án jelent meg a Safari 3 bétaverziója, ami már Microsoft Windows platformon is működött.
2007. december 19-én a Microsoft bejelentette, hogy az Internet Explorer 8 házi változata átment az Acid2 CSS-teszten „IE8 standards mode”-ban, a nagyobb böngészők közül utolsóként.
2007. december 28-án a Netscape bejelentette, hogy 2008 februárjával felhagy a Mozilla-alapú Netscape Navigatorának fejlesztésével; a felhasználók számára a Mozilla Firefoxra való áttérést ajánlották. A támogatást végül 2008 márciusáig meghosszabbították, és alternatívaként a Flock böngészőt is ajánlották.

### 2008–napjainkig

A webböngészők/motorok piaci részesedése 2009 második negyedévében

A Mozilla Firefox 3.0 2008. június 17-én jelent meg, a jelentős gyorsulás mellett néhány új funkcióval. A Firefox 3.5 2009. június 30-án követte további gyorsulással, natív audio- és videointegrációval és további adatvédelmi funkciókkal.
A Google 2008. december 11-én jelentette meg a Chrome böngésző Windows alatt futó változatát; a böngésző a Safariban debütált WebKit böngészőmotor mellett saját V8 JavaScript-motort használ. Egyben megjelentették a nyílt forrású, Windows, Mac OS X és Linux platformokra készülő verziót Chromium néven. A Net Applications adatai szerint a Chrome 2009 októberére 3,6%-os piaci részesedést ért el. A Mac OS X és Linux alatt futó bétaváltozatok megjelenése után a piaci részesedés is jelentősen megugrott.
A Microsoft 2009. március 19-én megjelentette az Internet Explorer 8-at, aminek újdonságai közé tartoztak a gyorssegédek (accelerator), javítottak az adatvédelmen és a szabványosságon, valamint gondoskodtak egy Internet Explorer 7-kompatibilitási módról is.
2009 decemberében és 2010 januárjában a StatCounter azt jelentette, hogy statisztikái szerint az egyes verziókat külön számlálva a Firefox 3.5 volt a legnépszerűbb böngésző, kicsivel megelőzve az Internet Explorer 7-es és 8-as verzióit. A Netscape Navigator bukása óta ez volt az első alkalom, hogy nem az Internet Explorer valamely verziója vezette a statisztikákat. Ez a történés, amit a GeekSmack „a Microsoft és az Internet Explorer 7 böngésző trónfosztásának” titulált", nagyrészt annak köszönhető, hogy az IE 8 éppen kezdte átvenni az IE 7 helyét, mint domináns IE-verzió. Kevesebb mint két hónappal később az IE 8 már vissza is vette a legnépszerűbb böngészőverzió címét, amit 2010 novemberéig biztosan tartani tudott. Fontos megjegyezni, hogy más nagyobb statisztikagyártók, mint a Net Applications soha nem jelentettek olyan magas nem-IE böngésző részesedést, ami megközelítette volna a legnépszerűbb IE-verzióét, bár a Firefox 3.5 elérte náluk a harmadik helyet 2009 decembere és 2010 februárja között, ahol 2010 áprilisában a Firefox 3.6 váltotta, mindannyiszor az IE7-et megelőzve és az IE6 és IE8 verziók mögé sorolva.
2010. január 21-én a Mozilla kiadta a Mozilla Firefox 3.6-ot, ami a témakezelés új válfaját, az egy kattintással alkalmazható „Perszónákat” vezette be. Ezen túl javítottak a JavaScript-futtatás sebességén, a böngésző általános válaszkészségén és indulási idején.
2010 októberében a StatCounter adatai szerint az Internet Explorer piaci részesedése először esett 50% alá, 49,87%-ra, de mostanában sikerült 1-2%-ot javítania.
A Net Applications piackutató vállalat felmérése szerint 2012 májusában a következők voltak: Internet Explorer 54,04%, Firefox 19,71%, Chrome 19,58%, Safari 4,62% és Opera 1,57%, a többi böngésző a maradék 0,28%-on osztozott. (Míg a számok Internet Explorer 54,09%, Firefox 20,20%, Chrome 18,85%, Safari 4,81% és Opera 1,63%, egyéb 0,28% voltak májusban.)

## Egyéb böngészőháborúk

### Microsoft Windows
A Google Chrome napjainkra (2019) Windowson is a legnagyobb részesedéssel bíró böngésző, a Mozilla Firefox a második.
Az egyéb említendő böngészők közé tartozik Windows alatt a Mozilla Application Suite és a megszüntetett Netscape 9 helyettesítésére fejlesztett SeaMonkey. Egy időben népszerűek voltak az Internet Explorer motorját használó front-endek, mint a Maxthon, az Avant Browser és az Enigma Browser, amik már korán támogatták pl. a füles böngészést, de az Internet Explorer 7 megjelenésével ezek használata visszaesett. Hasonló front-end volt az Avant Browser készítői (Avant Force) által megírt Orca Browser, ami a Firefox böngészőmotorján, a Gecko Engine-en alapult.

### Linux és Unix
A Unix-alapú, a KDE projekt részét képező Konqueror böngésző a Mozillára épülő böngészők (Firefox, Mozilla Application Suite/SeaMonkey, Epiphany, Galeon stb.) fő vetélytársa a Unix-alapú piacon.
A Konqueror KHTML-böngészőmotorja a KDE desktop API-ja is egyben. A belőle származtatott böngészők és böngészőfunkcionalitást nyújtó programok (például az Amaroknak van egy Wikipédia-oldalsávja, ami információt nyújt az éppen hallgatott előadóról) a KDE alatt a KHTML-t használják.

### Mac OS X
A Safari az Apple Mac OS X alá készített webböngészője, a platformon a legnagyobb piaci részesedéssel bíró böngésző. A Safari a WebKit böngészőmotorra épül, ami viszont a KHTML továbbfejlesztése. A Macen futó, a WebKitet használó egyéb böngészők közé tartozik az iCab (a 4.0 óta), az OmniWeb (a 4.5 óta) és a Shiira; sok más maces program webböngésző funkcionalitása is a WebKiten keresztül valósul meg. A Mozilla Firefoxnak és az Operának is jelentős részesedése van Mac OS X alatt.
A Camino olyan Mozilla-alapú, Gecko böngészőmotort használó Mac OS X-es böngésző, ami a Mozilla saját XUL interfésze helyett a Mac natív Cocoáját használja, a Safarihoz hasonlóan. Kifejlesztője Dave Hyatt volt, akit később az Apple alkalmazott a Safari fejlesztőjeként.

### Beágyazott eszközök
A legtöbb mobil eszközön, köztük a legtöbb Java ME használatára képes internetes telefonon és okostelefonon az Opera Mini a legnépszerűbb webböngésző alacsony memóriafoglalása miatt. Kiadták iPhone-ra és az iPod Touchra is. Az Opera Mobile fő vetélytársa okostelefonokon a Netfront irányából érkezik. A Sony kifejlesztett egy mobil böngészőt PSP-jére, a Netfront kódjának felhasználásával. A Sony PlayStation 3-ja is tartalmaz webböngészőt. A japán mobiltelefonokon népszerű PC Site Viewer Opera-alapú böngésző. 2006 februárjában bejelentették, hogy a Nintendo „ki fog adni egy bővítőkártyát” a Nintendo DS-en futó Opera-verzióval (Nintendo DS Browser). A DS Browser-t azóta kritizálták a Flash-támogatás hiánya és a lassúsága miatt. Szintén Opera böngésző fut a Wii konzolon.
A Nokia 2005-ben jelentette meg WebKit-alapú böngészőjét, ami minden Symbian S60 platform-alapú okostelefonján jelen van. A Nokia N900-on a Firefox-alapú MicroB-t telepítik gyárilag, mely az Opera versenytársa a platformon.
A Windows Mobile mobil operációs rendszer az Internet Explorer Mobile-lal előtelepítve érkezik, a platformon versenytársai az Opera Mobile, a Netfront, az Iris és a Mozilla Minimo, újabban pedig az Androidon és Symbianon is hozzáférhető  Skyfire webböngésző.
A Safarit, az Apple WebKit/KHTML-alapú böngészőjét az Apple iPhone-jával, iPod Touchával és iPadjával adják együtt.
Az Android, a Google nyílt forrású, mobilokra szánt operációs rendszer WebKit-alapú böngészőt használt. 2010 márciusa óta a platformon az Opera Mini is hozzáférhető.

## Fordítás
- Ez a szócikk részben vagy egészben a Browser wars című angol Wikipédia-szócikk ezen változatának fordításán alapul.  Az eredeti cikk szerkesztőit annak laptörténete sorolja fel. Ez a jelzés csupán a megfogalmazás eredetét és a szerzői jogokat jelzi, nem szolgál a cikkben szereplő információk forrásmegjelöléseként.